# Fiat Tipo (type 160)
 For alternative betydninger, se Fiat Tipo. (Se også artikler, som begynder med Fiat Tipo)
Fiat Tipo (type 160) var en lille mellemklassebil, som til det europæiske marked blev bygget af Fiat Automobiles mellem starten af 1988 og sommeren 1995 som efterfølger for Fiat Ritmo. På grund af bl.a. kabinepladsen (max. bagagerumsplads med fremklappet bagsæde 1.100 liter, samlet kabineplads 3.700 liter) blev den valgt til Årets Bil i Danmark og Europa 1989.

## Historie
I januar 1988 introducerede Fiat en fra bunden af ny lille mellemklassebil: Tipo. I den første tid fandtes den kun som femdørs hatchback, og afløste den i foråret 1978 introducerede Ritmo. Karrosseriets design blev lavet af det dengang nygrundlagte eksterne firma, I.DE.A Institute, hvis første projekt var Tipo.
Karrosseriet på Tipo var for at nedsætte rustfølsomheden fremstillet af galvaniserede stålplader, mens bagklappen var fremstillet af glasfiber-armeret plast; ikke på grund af rustfølsomheden, men derimod fordi formen var svær at lave af stål. Tipo var bygget på en helt nyudviklet platform, som senere blev benyttet til andre bilmodeller fra Fiat, Alfa Romeo og Lancia.
Tipo var også kendetegnet ved sit boksformede design, hvilket gjorde benpladsen ved bagsædet større end i den baghjulstrukne Ford Sierra, men i en bil på størrelse med den mindre Ford Escort. Denne type design kunne sammenlignes med den mindre Fiat Uno, som kom på markedet fem år før Tipo.
Fra februar 1990 kunne Tipo også fås som sedan og stationcar, som hed Fiat Tempra og afløste den Ritmo-baserede Regata.
Tipo fandtes med flere forskellige motorer med effekt fra 41 kW (56 hk) i 1,1-litersmotoren til Tipo Sport med 2,0 16V-motor med 107 kW (145 hk). Desuden fandtes modellen med dieselmotorer på 1,7 og 1,9 liter med effekt fra 42 kW (57 hk) til 66 kW (90 hk). Nogle af motorerne opfyldte allerede Euro2-normen. Begge 2,0-litersmotorerne og 1,8 16V-motoren var udstyret med to modsatdrejende balanceaksler, hvilket gav dem en gangkultur på niveau med en V6-motor. 1,4-litersmotoren kunne som ekstraudstyr leveres med CVT-gearkasse (Selecta), og 2,0-litersmotoren med 113 hk med en firetrins automatgearkasse.
Den mindste motor på 1,1 liter blev opfattet som for svag til bilen, som var meget rummelig for fem voksne. Topmodellen hed 2,0 Sedicivalvole (italiensk for "16 ventiler"). Sedicivalvole delte motor med Lancia Thema, men et meget mindre og lettere karrosseri gav bilen bedre præstationer. Bilens topfart var 210 km/t, hvilket var mere end den tidssvarende Volkswagen Golf GTI.
Modellen var ligeledes udstyret med en lastafhængig lyslængderegulering. I modsætning til den større Croma var den ikke styret af kabler, men derimod af et hydrauliksystem. Dette system var ikke ret holdbart, da ledningerne var fremstillet af skrøbeligt kunststof og påfyldnings- og udluftningsåbningerne var lukket med simple stålbolte. Boltene sprængte efter nogle år på grund af rustdannelse og gjorde systemet utæt.

## Facelift
I løbet af sin levetid blev bilen modificeret i detaljer. Derfor kom der i maj 1993 en faceliftet udgave med bl.a. modificeret front, instrumentbræt og dørbeklædninger, samt mekanisk førerairbag og stivere karrosseri, som nu også fandtes med tre døre.
I den faceliftede Tipo blev motorernes tændings- og indsprøjtningssystemer forbedret på grund af strengere miljøkrav. Med faceliftet forsvandt også det digitale kombiinstrument til fordel for et analogt.
Tipo udgik af produktion i august 1995 og blev efterfølgende afløst af den tredørs Bravo og den femdørs Brava.
- Fiat Tipo tredørs (1993–1995)
- Fiat Tipo femdørs (1993–1995)

## Tekniske data

### Benzinmotorer

#### 1,1 til 1,6 liter
|                                                | 1.1                            | 1.4                                        | 1.4 i.e.              | 1.6                                        | 1.6 i.e.            | 1.6 i.e.                        | 1.6 i.e.           |
| Byggeår                                        | 1/1988−8/1990                  | 1/1988−8/1990                              | 1/1988−8/1995         | 1/1988−8/1990                              | 9/1989−8/1992       | 5/1993−8/1995                   | 1/1988−8/1990      |
| Motordata                                      |                                |                                            |                       |                                            |                     |                                 |                    |
| Motorkode                                      | 160A3000                       | 160A1000                                   | 160A1046              | 160A2000                                   | 159A3046            | 835C1000                        |                    |
| Motortype                                      | R4-benzinmotor                 | R4-benzinmotor                             | R4-benzinmotor        | R4-benzinmotor                             | R4-benzinmotor      | R4-benzinmotor                  | R4-benzinmotor     |
| Antal ventiler pr. cylinder                    | 2                              | 2                                          | 2                     | 2                                          | 2                   | 2                               | 2                  |
| Ventilstyring                                  | OHC, tandrem                   | OHC, tandrem                               | OHC, tandrem          | OHC, tandrem                               | OHC, tandrem        | OHC, tandrem                    | DOHC, tandrem      |
| Fødesystem                                     | Karburator                     | Karburator                                 | Monopoint             | Karburator                                 | Monopoint           | Monopoint                       | Monopoint          |
| Katalysator                                    | Nej                            | Nej                                        | Ja                    | Nej                                        | Ja                  | Ja                              | Ja                 |
| Trykladning                                    | –                              | –                                          | –                     | –                                          | –                   | –                               | –                  |
| Køling                                         | Vandkøling                     | Vandkøling                                 | Vandkøling            | Vandkøling                                 | Vandkøling          | Vandkøling                      | Vandkøling         |
| Boring × slaglængde                            | 70,0 × 72,0 mm                 | 80,5 × 67,4 mm                             | 80,5 × 67,4 mm        | 86,4 × 67,4 mm                             | 86,4 × 67,4 mm      | 86,4 × 67,4 mm                  | 84,0 × 71,5 mm     |
| Slagvolume                                     | 1108 cm³                       | 1372 cm³                                   | 1372 cm³              | 1580 cm³                                   | 1580 cm³            | 1580 cm³                        | 1585 cm³           |
| Kompressionsforhold                            | 9,6:1                          | 9,2:1                                      | 9,2:1                 | 9,2:1                                      | 9,2:1               | 9,2:1                           | 9,5:1              |
| Maks. effekt ved omdr./min.                    | 41 kW (56 hk) 5500             | 52 kW (71 hk) 6000                         | 51 kW (69 hk) 6000    | 60 kW (82 hk) 5800                         | 57 kW (78 hk) 6000  | 55 kW (75 hk) 6000              | 66 kW (90 hk) 6250 |
| Maks. drejningsmoment ved omdr./min.           | 89 Nm 2900                     | 106 Nm 2900                                | 106 Nm 3000           | 130 Nm 2900                                | 124 Nm 3000         | 125 Nm 3000                     | 123 Nm 4250        |
| Kraftoverførsel                                |                                |                                            |                       |                                            |                     |                                 |                    |
| Drivende hjul                                  | Forhjul                        | Forhjul                                    | Forhjul               | Forhjul                                    | Forhjul             | Forhjul                         | Forhjul            |
| Gearkasse (standardudstyr)                     | 5-trins manuel                 | 5-trins manuel                             | 5-trins manuel        | 5-trins manuel                             | 5-trins manuel      | 5-trins manuel                  | 5-trins manuel     |
| Gearkasse (ekstraudstyr)                       | –                              | Trinløs CVT                                | Trinløs CVT           | Trinløs CVT                                | –                   | Trinløs CVT                     | –                  |
| Præstationer                                   |                                |                                            |                       |                                            |                     |                                 |                    |
| Topfart                                        | 150 km/t                       | 167 km/t (157 km/t)                        | 161 km/t (155 km/t)   | 175 km/t (165 km/t)                        | 170 km/t            | 170 km/t (158 km/t)             | 178 km/t           |
| Acceleration 0-100 km/t                        | 17,2 sek.                      | 12,6 sek. (14,7 sek.)                      | 12,6 sek. (15,0 sek.) | 11,8 sek. (13,5 sek.)                      | 12,4 sek.           | 12,4 sek. (15,8 sek.)           | 11,5 sek.          |
| Brændstofforbrug pr. 100 km ved blandet kørsel | 6,7 liter Blyholdig/ blyfri 95 | 7,2 liter (7,4 liter) Blyholdig/ blyfri 95 | 7,3 liter Blyfri 95   | 7,4 liter (7,6 liter) Blyholdig/ blyfri 95 | 7,9 liter Blyfri 95 | 7,7 liter (8,3 liter) Blyfri 95 |                    |

1. ↑  Værdier i parentes gælder for versioner med trinløs gearkasse

#### 1,8 til 2,0 liter
|                                                | 1.8 i.e.            | 1.8 i.e.            | 1.8 i.e. 16V                   | 2.0 i.e.                         | 2.0 i.e. 16V         | 2.0 i.e. 16V         |
| Byggeår                                        | 9/1992−9/1993       | 5/1993−8/1995       | 1989−1990                      | 9/1990−8/1995                    | 5/1991−5/1993        | 5/1993−8/1995        |
| Motordata                                      |                     |                     |                                |                                  |                      |                      |
| Motorkode                                      | 835C4000            | 835C2000            |                                | 159A6046                         | 160A8046             | 836A3000             |
| Motortype                                      | R4-benzinmotor      | R4-benzinmotor      | R4-benzinmotor                 | R4-benzinmotor                   | R4-benzinmotor       | R4-benzinmotor       |
| Antal ventiler pr. cylinder                    | 2                   | 2                   | 4                              | 2                                | 4                    | 4                    |
| Ventilstyring                                  | DOHC, tandrem       | DOHC, tandrem       | DOHC, tandrem                  | DOHC, tandrem                    | DOHC, tandrem        | DOHC, tandrem        |
| Fødesystem                                     | Multipoint          | Multipoint          | Multipoint                     | Multipoint                       | Multipoint           | Multipoint           |
| Katalysator                                    | Ja                  | Ja                  | Nej                            | Ja                               | Ja                   | Ja                   |
| Trykladning                                    | –                   | –                   | –                              | –                                | –                    | –                    |
| Køling                                         | Vandkøling          | Vandkøling          | Vandkøling                     | Vandkøling                       | Vandkøling           | Vandkøling           |
| Boring × slaglængde                            | 84,0 × 79,2 mm      | 84,0 × 79,2 mm      | 84,0 × 79,2 mm                 | 84,0 × 90,0 mm                   | 84,0 × 90,0 mm       | 84,0 × 90,0 mm       |
| Slagvolume                                     | 1756 cm³            | 1756 cm³            | 1756 cm³                       | 1995 cm³                         | 1995 cm³             | 1995 cm³             |
| Kompressionsforhold                            | 9,5:1               | 9,5:1               | 9,9:1                          | 9,5:1                            | 10,5:1               | 10,5:1               |
| Maks. effekt ved omdr./min.                    | 66 kW (90 hk) 6000  | 77 kW (105 hk) 6000 | 100 kW (136 hk) 6250           | 83 kW (113 hk) 5750              | 107 kW (145 hk) 6250 | 102 kW (139 hk) 6000 |
| Maks. drejningsmoment ved omdr./min.           | 128 Nm 3250         | 137 Nm 3000         | 164 Nm 4600                    | 156 Nm 3300                      | 173 Nm 5000          | 180 Nm 4500          |
| Kraftoverførsel                                |                     |                     |                                |                                  |                      |                      |
| Drivende hjul                                  | Forhjul             | Forhjul             | Forhjul                        | Forhjul                          | Forhjul              | Forhjul              |
| Gearkasse (standardudstyr)                     | 5-trins manuel      | 5-trins manuel      | 5-trins manuel                 | 5-trins manuel                   | 5-trins manuel       | 5-trins manuel       |
| Gearkasse (ekstraudstyr)                       | –                   | –                   | –                              | 4-trins automatisk               | –                    | –                    |
| Præstationer                                   |                     |                     |                                |                                  |                      |                      |
| Topfart                                        | 178 km/t            | 183 km/t            | 204 km/t                       | 190 km/t (180 km/t)              | 207 km/t             | 202 km/t             |
| Acceleration 0-100 km/t                        | 9,9 sek.            | 9,9 sek.            | 8,5 sek.                       | 10,5 sek. (12,8 sek.)            |                      | 9,8 sek.             |
| Brændstofforbrug pr. 100 km ved blandet kørsel | 8,4 liter blyfri 95 | 8,5 liter Blyfri 95 | 8,7 liter Blyholdig/ blyfri 95 | 8,7 liter (10,0 liter) Blyfri 95 |                      | 8,5 liter Blyfri 95  |

1. ↑  Værdier i parentes gælder for versioner med automatgear

Versionerne med benzinmotor er ikke E10-kompatible.

### Dieselmotorer
|                                                | 1.7 D              | 1.9 D              | 1.9 TD                    | 1.9 TD                    |
| Byggeår                                        | 1/1988−8/1995      | 9/1993−8/1995      | 1/1988−5/1993             | 5/1993−8/1995             |
| Motordata                                      |                    |                    |                           |                           |
| Motorkode                                      | 149B4000           | 160A7000           | 160A6000                  | 160D1000                  |
| Motortype                                      | R4-dieselmotor     | R4-dieselmotor     | R4-dieselmotor            | R4-dieselmotor            |
| Antal ventiler pr. cylinder                    | 2                  | 2                  | 2                         | 2                         |
| Ventilstyring                                  | OHC, tandrem       | OHC, tandrem       | OHC, tandrem              | OHC, tandrem              |
| Fødesystem                                     | Hvirvelkammer      | Hvirvelkammer      | Hvirvelkammer             | Hvirvelkammer             |
| Trykladning                                    | –                  | –                  | Turbolader, ladeluftkøler | Turbolader, ladeluftkøler |
| Køling                                         | Vandkøling         | Vandkøling         | Vandkøling                | Vandkøling                |
| Boring × slaglængde                            | 82,6 × 79,2 mm     | 82,6 × 90,0 mm     | 82,6 × 90,0 mm            | 82,6 × 90,0 mm            |
| Slagvolume                                     | 1697 cm³           | 1929 cm³           | 1929 cm³                  | 1929 cm³                  |
| Kompressionsforhold                            | 20,5:1             | 21,0:1             | 19,2:1                    | 19,2:1                    |
| Maks. effekt ved omdr./min.                    | 42 kW (57 hk) 4600 | 48 kW (65 hk) 4600 | 66 kW (90 hk) 4100        | 66 kW (90 hk) 4200        |
| Maks. drejningsmoment ved omdr./min.           | 98 Nm 2900         | 119 Nm 2000        | 186 Nm 2400               | 186 Nm 2500               |
| Kraftoverførsel                                |                    |                    |                           |                           |
| Drivende hjul                                  | Forhjul            | Forhjul            | Forhjul                   | Forhjul                   |
| Gearkasse                                      | 5-trins manuel     | 5-trins manuel     | 5-trins manuel            | 5-trins manuel            |
| Præstationer                                   |                    |                    |                           |                           |
| Topfart                                        | 150 km/t           | 160 km/t           | 175 km/t                  | 168 km/t                  |
| Acceleration 0-100 km/t                        | 17,8 sek.          | 16,5 sek.          | 12,0 sek.                 | 14,0 sek.                 |
| Brændstofforbrug pr. 100 km ved blandet kørsel | 6,7 liter Diesel   | 6,9 liter Diesel   | 6,8 liter Diesel          | 7,0 liter Diesel          |

## Specialmodeller
- Marts 1990: Serie 6000 med el-ruder, alufælge, elektronisk centrallåsesystem og elektrisk soltag: Motorer: 1,4 i.e. 51 kW (69 hk) og 1,6 i.e. 66 kW (90 hk).
- Maj 1991: Sound med cd-afspiller fra Blaupunkt eller Philips, alufælge, læderrat og centrallåsesystem. Motorer: 1,6 i.e. 57 kW (78 hk) og 2,0 i.e. 83 kW (113 hk).
- Februar 1993: Start med 1,4 i.e. 51 kW (69 hk) og 1,9 TD 60 kW (82 hk).
- AGT med analogt kombiinstrument
- DGT med digitalt kombiinstrument
- Eleganza med højdejusterbart førersæde med lændehvirvelstøtte og midterarmlæn, infrarød dørlåsning og tågeforlygter. Motorer som Sound 6000.
- Sicura
- Progress
- Chic
- Roma

### Tipo 2,0 i.e. AGT/DGT
Tipo 2,0 AGT/DGT var udstyret med den 8-ventilede 2,0-litersmotor med dobbelte overliggende knastaksler og 83 kW (113 hk). Til standardudstyret hørte centrallåsesystem, el-ruder foran, omdrejningstæller, servostyring, ALB-regulator, skivebremser bagtil, farvet vinduesglas, asymmetrisk delt bagsæde med to trepunktsseler, bagklaphåndtag med hvidt "Granturismo"-skrifttræk, en såkaldt Check-Control som viste informationer om lysets funktion og åbne døre samt el-opvarmelige og -justerbare sidespejle. Kombiinstrumentet i AGT var analogt, og i DGT digitalt. Modellen kunne som ekstraudstyr leveres med ABS-bremser fra Girling, elektrisk glassoltag og tågeforlygter.

### Tipo 2,0 i.e. GTTopClass
Specialmodellen TopClass var ud over standarudstyret udstyret med bordeauxrød læderkabine, klimaanlæg med recirkulationsfunktion, el-opvarmelige og -justerbare sidespejle, tågeforlygter og alufælge. Tipo TopClass fandtes kun i sølv og sortmetallic. I Østrig hed modellen VIP, med et klistermærke på C-søjlen.

### Tipo 2,0 i.e. 16VSport
2,0 16V Sport var den kraftigste model i Tipo-serien. Motoren var på 1995 cm³ med fire cylindre og fireventilteknik, og havde desuden stempelkøling og en med kølervæske gennemspulet olievarmeveksler, som først opvarmede og senere nedkølede motorolien. Motoren blev også benyttet i Fiat Coupé 2,0 16V og Lancia Delta II.
Til udstyret i Sport hørte el-ruder foran, elektrisk glassoltag, el-opvarmelige og -justerbare sidespejle, centrallåsesystem, røde fartstriber rundt om bilen, frontkofanger med store luftindtag og tågeforlygter i klart glas, sportskølergrill, hvide blinklys fortil, bagklaphåndtag med rødt "Seidicivalvole", et (kun analogt) sportskombiinstrument med omdrejningstæller samt olietryksmåler og olietermometer, højdejusterbart rat, servostyring, ALB-regulator, automatisk lastafhængig lyslængderegulering, en sportsligt afstemt undervogn, læderrat fra MOMO (fra midten af 1993 med airbag), sportssæder, Check-Control, farvet vinduesglas, justerbar læselampe samt 15" alufælge.
Modellen kunne som ekstraudstyr bestilles med sportssæder fra Recaro med højt ryglæn, lave nakkestøtter og udtrækkelig benstøtte. Yderligere muligheder for ekstraudstyr talte klimaanlæg, ABS-bremser fra Bosch og sort læderkabine.

### Tipo Abarth
Officielt tilbød Fiat ingen Abarth-version af Tipo, men derimod en serie af tilbehør fremstillet af firmaet Zender og markedsført af Fiat under navnet "Abarth".

## Sikkerhed
Den oprindelige version af Tipo fik et meget dårligt resultat i en kollisionstest. Karrosseriet på den testede bil kollapsede næsten fuldstændigt ved en kollision. Forvognen fik ved faceliftet i 1993 derfor omfangsrige forstærkninger, som øgede bilens vægt med mere end 50 kg uden at dette forbedrede kollisionssikkerheden væsentligt. Også efter disse ændringer var karrosseriet meget blødt og havde ikke ret meget kollisionssikkerhed. Bilens mangelfulde kollisionssikkerhed og de udførte modifikationer berørte også Tipos søstermodeller såsom Alfa Romeos modeller 145, 146 og 155, som også blev forstærket hvilket øgede deres vægt betydeligt, uden at dette øgede sikkerheden nævneværdigt. Selv den senere Alfa Romeo 156 led under Tipo-platformens manglende kollisionssikkerhed og kom derfor ud af en kollisionstest med et tilsvarende dårligt resultat.
Det svenske forsikringsselskab Folksam vurderer flere forskellige bilmodeller ud fra oplysninger fra virkelige ulykker, hvorved risikoen for død eller invaliditet i tilfælde af en ulykke måles. I rapporterne Hur säker är bilen? er/var Tipo samt Tempra klassificeret som følger:
- 1999: Som middelbilen[7]
- 2005: Ned til 15% dårligere end middelbilen[8]
- 2007: Som middelbilen[9]
- 2009: Som middelbilen[10]
- 2011: Dårligere end middelbilen[11]

## Produktion i andre lande
Produktionen startede i Brasilien i 1995 i én enkel udstyrsversion med 1,6-liters otteventilet motor med multipoint-indsprøjtning og 68 kW (92 hk), hvilket var 11 kW (14 hk) mere end den oprindelige 1,6 i.e. Tidligere var Tipo blevet importeret fra Italien og fandtes i tre forskellige udstyrsvarianter, som var tæt knyttet til de enkelte motorer: basisversionen 1,6 i.e., den luksuriøse 2,0 i.e. med otte ventiler og den sportslige 2,0 i.e. Sedicivalvole med 16 ventiler. Der blev også bygget 17 eksemplarer med 1,7-litersmotor, alle blå og med fuldt udstyr.
Tipo blev også bygget i Tyrkiet af Tofaş. De tyrkiskproducerede biler har normalt ikke katalysator og i nogle tilfælde en lidt højere effekt end nævnt i tabellen ovenfor. Disse biler kan kendes på et lille "Tofaş"-logo nederst til højre på bagagerumsklappen, og blev produceret i hvert fald frem til 2000.

## Søstermodeller
Med Tipo grundlagde Fiat en ny strategi i koncernen, hvorved Tipo delte platform med diverse søstermodeller som f.eks. Fiat Coupé, Lancia Delta, Lancia Dedra og Alfa Romeo 155. Derudover blev platformen i en videreudviklet udgave også brugt til Alfa Romeo 147, 156 og GT.
Dette system bruges stadigvæk i dag og fandt også anvendelse i andre modelserier, som f.eks. den gamle Fiat Croma sammen med Alfa Romeo 164, Lancia Thema og Saab 9000 (De fires klub).